# Musculus rectus inferior bulbi
De musculus rectus inferior bulbi of onderste rechte oogspier  is een van de vier rechte oogspieren.
De musculus rectus inferior bulbi trekt de oogbol naar beneden. Hij veroorzaakt ook een lichte adductie en exorotatie.

## Rechte oogspieren
- Musculus rectus superior bulbi
- Musculus rectus inferior bulbi
- Musculus rectus medialis bulbi
- Musculus rectus lateralis bulbi